# Рим (Бузет)
Рим (итал. Roma) је насељено место у унутрашњости Истарске жупаније, Република Хрватска. Административно је у саставу града Бузета.

## Становништво
Према последњем попису становништва из 2001. године у насељу Рим живело је 26 становника који су живели у 8 породичних домаћинстава.
Кретање броја становника по пописима 1857—2001.
| година пописа  | 1857. | 1869. | 1880. | 1890. | 1900. | 1910. | 1921. | 1931. | 1948. | 1953. | 1961. | 1971. | 1981. | 1991. | 2001. |
| бр. становника | 0     | 0     | 90    | 150   | 153   | 123   | 0     | 0     | 79    | 63    | 47    | 36    | 26    | 21    | 26    |

Напомена:У 1857. и 1869. подаци су садржани су у насељу Чиритеж, као и део података у 1880. и 1900. У 1921. и 1931. подаци су садржани у насељу Роч.